# Juan Manuel Cruz
Juan Manuel Cruz (Buenos Aires, 19 de julio de 1999), es un futbolista profesional argentino que juega de delantero en el Hellas Verona F. C. de la Serie A . Es hijo del reconocido exfutbolista profesional argentino Julio Cruz, quien supo destacarse en River Plate, Feyenoord, Inter de Milán y en la Selección Argentina, dónde disputó la Copa del Mundo de Alemania 2006.

## Trayectoria

### Banfield
Llegó al club a mediados del año 2017 para sumarse a la 5.ª división. Luego de grandes actuaciones en las inferiores, sobre todo en Reserva, en junio de 2019 firma su primer contrato profesional con el equipo.
Fue promovido a la Primera de Banfield a mediados de 2020. Debutó como profesional el 19 de marzo de 2021 en la victoria 2-0 frente a Lanús, ganando así el Clásico del Sur.

## Estadísticas

### Clubes
- Actualizado hasta el 26 de octubre de 2022.

| Banfield Argentina |                     |                     |    |    |    |   |   |    |    |      |      |
| 1.ª | 2020-21             | -                   | -  | 8  | 1  | - | - | 8  | 1  | 0,12 |      |
| 1.ª | 2021                | 24                  | 7  | 1  | 0  | - | - | 25 | 7  | 0,28 |      |
| 1.ª | 2022                | 19                  | 1  | 14 | 2  | 5 | 0 | 38 | 3  | 0,07 |      |
| Total club | Total club          | Total club          | 43 | 8  | 23 | 3 | 5 | 0  | 71 | 11   | 0,15 |
| Total en su carrera | Total en su carrera | Total en su carrera | 43 | 8  | 23 | 3 | 5 | 0  | 71 | 11   | 0,15 |
| (1) Las copas nacionales se refiere a la Copa Argentina y a la Copa de la Liga Profesional. (2) Las copas internacionales se refiere a la Copa Libertadores y a la Copa Sudamericana. (3) Media de goles por encuentro. No incluye goles en partidos amistosos. |                     |                     |    |    |    |   |   |    |    |      |      |

## Vida privada
Es hijo del reconocido exfutbolista Julio Cruz, quien supo destacarse en River Plate, Feyenoord, Inter de Milán y en la Selección Argentina, dónde disputó la Copa Mundial 2006.